# 25 gennaio
Il 25 gennaio è il 25º giorno del calendario gregoriano. Mancano 340 giorni alla fine dell'anno (341 negli anni bisestili).

## Eventi
- 1327 - Edoardo III diventa re d'Inghilterra
- 1348 - Un forte terremoto devasta la Carinzia, provocando circa 10000 morti
- 1479 - La Repubblica di Venezia e l'Impero ottomano firmano il Trattato di Costantinopoli
- 1494 - Alfonso II diventa re di Napoli
- 1533 - Enrico VIII d'Inghilterra sposa la seconda moglie Anna Bolena
- 1554 - Viene fondata San Paolo in Brasile
- 1563 - Viene costituita a Torino, capitale da quell'anno del Ducato di Savoia, la Compagnia di San Paolo
- 1755 - Viene fondata l'Università statale di Mosca
- 1791 - Il Parlamento britannico divide la vecchia provincia del Québec in Alto e Basso Canada
- 1792 - Viene fondata la The London Corresponding Society
- 1817 - Prima rappresentazione de La Cenerentola di Gioachino Rossini al Teatro Valle di Roma
- 1820 - Viene inaugurato a Firenze il Gabinetto Vieusseux
- 1825 - Papa Leone XII pubblica la lettera enciclica Ad Plurimas, sulla riedificazione della Basilica di San Paolo dopo l'incendio
- 1858 - La marcia nuziale di Felix Mendelssohn diventa una popolare musica da matrimonio dopo essere stata suonata in questo giorno alle nozze della figlia della regina Vittoria del Regno Unito con il principe ereditario Federico III di Prussia
- 1881 - Thomas Edison e Alexander Graham Bell formano la Oriental Telephone Company
- 1882 - Papa Leone XIII pubblica la lettera enciclica Cognita nobis, sui dissidi intellettuali in seno alle diocesi dell'Italia settentrionale
- 1887 - Guerra d'Eritrea: durante l'Assedio di Saati, circa 500 italo-eritrei respingono un attacco di quasi 22000 abissini dopo uno scontro di quattro ore; Saati sarà abbandonata dagli italiani dopo la sconfitta di Dogali e rioccupata nel marzo dello stesso anno
- 1890
  - Viene fondata la United Mine Workers of America
  - Nellie Bly completa il suo viaggio attorno al mondo in 72 giorni
- 1905 - In Sudafrica diviene noto il ritrovamento del diamante più grande del mondo, il Cullinan, dopo la sua acquisizione da parte di Frederick Wells
- 1909 - A Dresda va in scena per la prima volta l'Elettra di Richard Strauss su libretto di Hugo von Hofmannsthal
- 1919 - Viene ufficialmente accettata la proposta del presidente americano Woodrow Wilson di creare la Società delle Nazioni
- 1924 - A Chamonix (Francia) si disputano I Giochi olimpici invernali
- 1942 - La Thailandia dichiara guerra agli Stati Uniti e al Regno Unito
- 1946 - La United Mine Workers rientra nell'American Federation of Labor
- 1949
  - All'Hollywood Athletic Club vengono presentati i primi Emmy Awards
  - Prime elezioni in Israele: David Ben Gurion diventa primo ministro
- 1959 - Papa Giovanni XXIII indice il Concilio Ecumenico Vaticano II
- 1961 - Esce nelle sale cinematografiche statunitensi il film La carica dei cento e uno, 17º Classico Disney
- 1964 - Viene fondata l'azienda di vestiario sportivo Nike
- 1971
  - Charles Manson e tre donne "membri della famiglia" vengono riconosciuti colpevoli di omicidio e condannati all'ergastolo
  - Idi Amin Dada depone Milton Obote e prende il potere in Uganda
- 1983 - Il sostituto procuratore di Trapani Giangiacomo Ciaccio Montalto viene ucciso sotto casa a Valderice nella sua Volkswagen Golf da un commando inviato da Mariano Agate su ordine di Salvatore Riina
- 1995 - Incidente del missile norvegese: la Russia rischia di lanciare un attacco nucleare[1] dopo che il Black Brant XII, un razzo da ricerca norvegese, viene scambiato per un Trident statunitense, dalla stazione radar di primo allarme di Olenegorsk
- 2011 - Inizio della Rivoluzione egiziana a Il Cairo
- 2013 - Durante una rivolta in carcere a Barquisimeto, Venezuela, perdono la vita venti persone
- 2018 - A Pioltello (MI) deraglia un treno regionale di Trenord partito da Cremona e diretto a Milano Porta Garibaldi, forse a causa della rottura di un binario; il disastro provoca 3 vittime e più di 100 feriti, di cui una decina in condizioni molto gravi.

## Nati
Ci sono circa 1 240 voci su persone nate il 25 gennaio; vedi la pagina Nati il 25 gennaio per un elenco descrittivo o la categoria Nati il 25 gennaio per un indice alfabetico.

## Morti
Ci sono circa 510 voci su persone morte il 25 gennaio; vedi la pagina Morti il 25 gennaio per un elenco descrittivo o la categoria Morti il 25 gennaio per un indice alfabetico.

## Feste e ricorrenze

### Religiose
Cristianesimo:
- Conversione di San Paolo, apostolo
- Sant'Agileo, martire
- Sant'Anania di Damasco, martire
- Sant'Artema di Pozzuoli, martire
- San Bretannione di Tomis, vescovo
- Santa Dwyn (Dwynwen), principessa
- Santa Matrona di Capua, vergine
- San Palemone, anacoreta
- San Poppone di Stablo, abate
- Santi Proietto e Amarino, martiri
- Beato Antonio Migliorati da Amandola, religioso
- Beato Antonio Swiadek, sacerdote e martire
- Beata Arcangela Girlani, vergine
- Beata Eleonora d'Aragona, regina
- Beato Enrico Suso (Susone), domenicano
- Beato Francesco Zirano, sacerdote francescano, martire
- Beato Guardato di Belforte Piceno, religioso
- Beato Manuel Domingo y Sol, fondatore della Fraternità dei sacerdoti operai diocesani del Sacro Cuore di Gesù
- Beato Michele de Plagis, mercedario
- Beata Teresa Grillo Michel, fondatrice delle Piccole suore della Divina Provvidenza

Religione romana antica e moderna:
- Ferie Sementivae, secondo giorno
- Natale delle Grazie (Natalis Charitis)